# Balinghem
Balinghem är en kommun i departementet Pas-de-Calais i regionen Hauts-de-France i norra Frankrike. Kommunen ligger i kantonen Ardres som tillhör arrondissementet Saint-Omer. År 2022 hade Balinghem 1 225 invånare.

## Befolkningsutveckling
Antalet invånare i kommunen Balinghem
| Referens: INSEE |